# Guevea de Humboldt
Guevea de Humboldt är en kommun i Mexiko.   Den ligger i delstaten Oaxaca, i den sydöstra delen av landet, 500 km sydost om huvudstaden Mexico City.
Följande samhällen finns i Guevea de Humboldt:
- Xadani
- Nueva Esperanza
- Santa Cruz Ojo de Agua
- El Portillo
- La Cumbre
- Linda Vista
- Xicalpextle
- Corral de Piedra